# Rhizocarpon rittokense
Rhizocarpon rittokense är en lavart som först beskrevs av Per Johan Hellbom, och fick sitt nu gällande namn av Theodor 'Thore' Magnus Fries. Rhizocarpon rittokense ingår i släktet Rhizocarpon, och familjen Rhizocarpaceae. Arten är reproducerande i Sverige.